# アルタリア (出版社)
アルタリア（Artaria & Co.）は、18世紀後半から19世紀にかけての大手音楽出版社。18世紀のウィーンで設立され、名だたる古典派の作曲家の数々と関わった。

## 沿革
アルタリアは1770年、カルロ・アルタリアが美術品と地図の出版社を当時ハプスブルク帝国の首都であったウィーンに設立したのが始まりである。1778年になると音楽へと事業を拡大した。初期において最も重要な協力関係はオーストリアの作曲家フランツ・ヨーゼフ・ハイドンとのものである。ハイドンは300作品以上をアルタリアから出版し、その中には好調な売れ行きを記録した弦楽四重奏曲の多く（ロシア四重奏曲など）が含まれていた。ハイドン作品の価値により、アルタリアは18世紀後期の音楽出版界の主役へと躍り出たのである。この重要な関係に助けられ、アルタリアはルイジ・ボッケリーニやヴォルフガング・アマデウス・モーツァルトなど他の重要な古典派作曲家の作品の権利を獲得することができた。
アルタリアはモーツァルトの生前にはその筆頭の出版社であったが、彼の死後はドイツの出版社ブライトコプフ・ウント・ヘルテルに取って代わられた。1793年以降、アルタリアはルートヴィヒ・ヴァン・ベートーヴェンの初期作品の出版も複数手がけているが、この関係は弦楽五重奏曲 作品29の出版権を巡る激しい諍いによって途絶える。争いは1803年から1805年にかけて法廷闘争へと発展している。それでも1819年にはピアノソナタ第29番（ハンマークラヴィーア）、またカルロの甥のマティアス（1793年 - 1835年）が1827年に『大フーガ』の出版を手掛けた。
ベートーヴェンとの係争はこの会社が初期の著作権法を定めるのを助けたという役割にも光を当てる。所有権、版の著作権使用料、そして剽窃の懸念に関してアルタリアと顧客の間に交わされた膨大な量の書簡が現存している。
アルタリアは19世紀にも主要音楽出版社であり続けたが、20世紀に入って音楽出版業から撤退した。図版作成分野は1920年にフライターク・ウント・ベルントが買収、アルタリア出版社は1932年に解散した。美術品の取引も2012年に終わりを迎えている。

## 関連文献
- Ridgewell, Rupert M.: "Artaria's music shop and Boccherini's music in Viennese musical life"; Early Music – Volume 33, Number 2, May 2005, pp. 179–189